# Siège de Lille (1667)
Pour les articles homonymes, voir Siège de Lille.
Guerre de Dévolution
Batailles
- Charleroi
- Douai
- Lille
- Besançon
- Dole
- Gray

Le siège de Lille se déroule du 18 août au 27 août 1667, pendant la guerre de Dévolution. La ville est assiégée et conquise par les troupes de Louis XIV.

## Le siège de Lille dans la guerre de Dévolution
À la mort de Philippe IV d’Espagne, en 1665, Louis XIV tire prétexte de son mariage avec Marie-Thérèse, fille du premier lit du roi ibère, pour réclamer les Pays-Bas méridionaux et une partie de la Franche-Comté au nom de la vieille coutume brabançonne, le droit de dévolution, qui veut que les enfants du premier lit, même filles, aient priorité sur ceux du second. La menace d’une invasion imminente des Pays-Bas méridionaux par ses troupes ne semble plus faire de doute. En quelques jours à peine, plus de 50 000 hommes sont rassemblés sur la frontière entre Mézières et la Manche. L’attaque simultanée sur plusieurs fronts vise à empêcher l’ennemi, en infériorité numérique, de se concentrer sur une colonne.
Ainsi commence le conflit avec l'Espagne connu comme la guerre de Dévolution. Après la prise de Charleroi, de Tournai et de Douai, les troupes françaises assiègent la ville de Lille, qui fait à cette époque partie du comté de Flandre sous domination espagnole.

## Déroulement du siège
En prévision du siège, le gouverneur Spinola Comte de Bruay fait détruire les maisons de certains faubourgs, particulièrement le faubourg Saint-Maurice, qui auraient pu gêner les défenseurs - mesure peu appréciée par la population. À partir du 22 mai, les religieux et les bourgeois travaillent au renforcement des remparts.
La cavalerie arrive devant Lille le 8 août et le quartier général est établi à Loos le 10 août.
Louis XIV est à la tête d’une armée de 35 000 hommes face à une ville défendue par une garnison de 2 400 fantassins et 900 cavaliers avec la collaboration des compagnies bourgeoises.

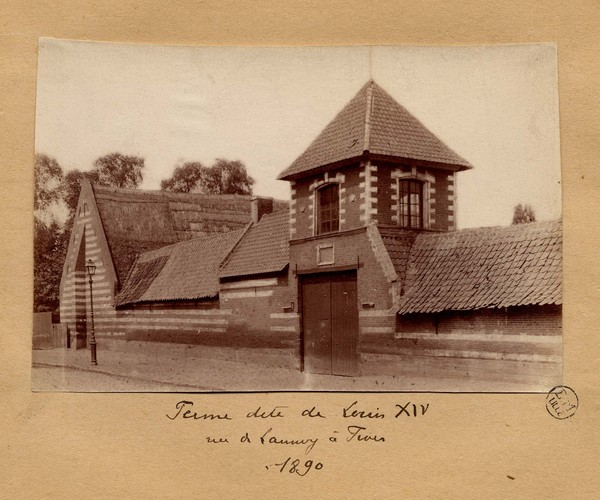
Ferme de Louis XIV rue de Lannoy

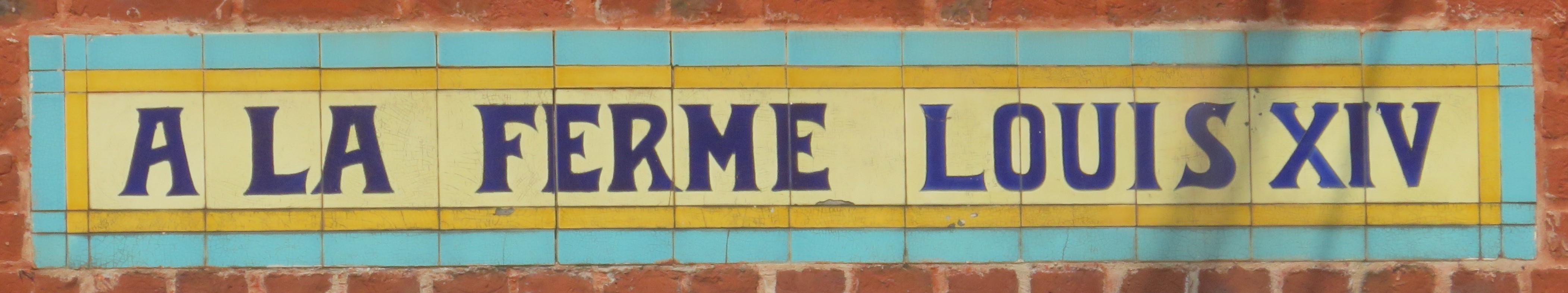
A la ferme Louis XIV

Louis XIV se déplace de Loos pour s’établir à Fives dans une ferme au bord de la chaussée de Lannoy, actuelle rue de Lannoy. Une inscription à l'angle de cette rue et de la rue des Montagnards est un rappel de cette ferme démolie dans les années 1920.
Des lignes de circonvallations et de contrevallations sont établies le 11 août.
Une tranchée est creusée vers la porte de Fives du 18 au 19 août et une seconde parallèle vers la Noble Tour et la porte St-Sauveur (ancienne porte murée à l'extrémité de la rue Saint-Sauveur), celle-ci communiquant avec la première.
Après plusieurs tentatives vaines les Français s’emparent le 26 des demi-lunes protégeant la porte de Fives et y établissent des batteries. Le quartier Saint-Sauveur le plus proche subit des bombardements contraignant les habitants à quitter leurs maisons. Les dégâts sont cependant limités car le Magistrat (équivalent du Maire) demande au gouverneur le comte de Bruay de capituler pour éviter la mise à sac de la ville.
Comprenant que la résistance est vaine, celui-ci accepte de parlementer le 27.
Cette reddition rapide est cependant désapprouvée par une partie du peuple qui aurait souhaité prolonger la résistance
Les troupes royales pénètrent par la porte de Fives (celle-ci est par la suite fermée et remplacée par Vauban par une nouvelle porte, la porte de Tournai). Louis XIV fait une entrée triomphale le 28 août 1667 par la porte des Malades, future porte de Paris et se rend à Saint-Pierre pour assister à un Te Deum.

## Conséquences
Par acte de capitulation qui aurait été signé dans la ferme de Fives où il séjourne, Louis XIV accepte de maintenir les privilèges et coutumes de la bourgeoisie de la ville et de n’autoriser que le seul culte de la religion apostolique et romaine, à une date où l'exercice du culte de la religion réformée était autorisé dans le royaume par l’édit de Nantes.
Les Lillois hostiles au début à la domination royale deviennent après quelques années très favorables à la France. 
Lille reste sous domination française jusqu'au siège de 1708 et revient dans le royaume par le traité d'Utrecht de 1712.
Entre-temps de grands travaux avaient été entrepris par Vauban
- amélioration des fortifications : construction du fort Saint-Sauveur, de la citadelle et d'une digue pour créer, au sud-ouest de la ville, une zone inondable destinée à la protéger en cas de siège ;
- agrandissement de la ville à l'intérieur de l'enceinte étendue au nord-ouest avec création de nouveaux quartiers, paroisses Saint-André et Sainte-Madeleine, extension de la paroisse Sainte-Catherine jusqu'à la façade de l'esplanade, insertion du port du Wault à l'intérieur du nouveau rempart, ensemble compris dans l'actuel quartier du Vieux-Lille.

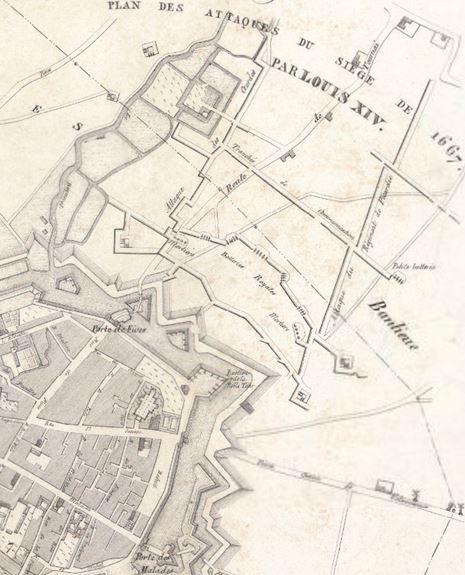
Plan des attaques de 1667
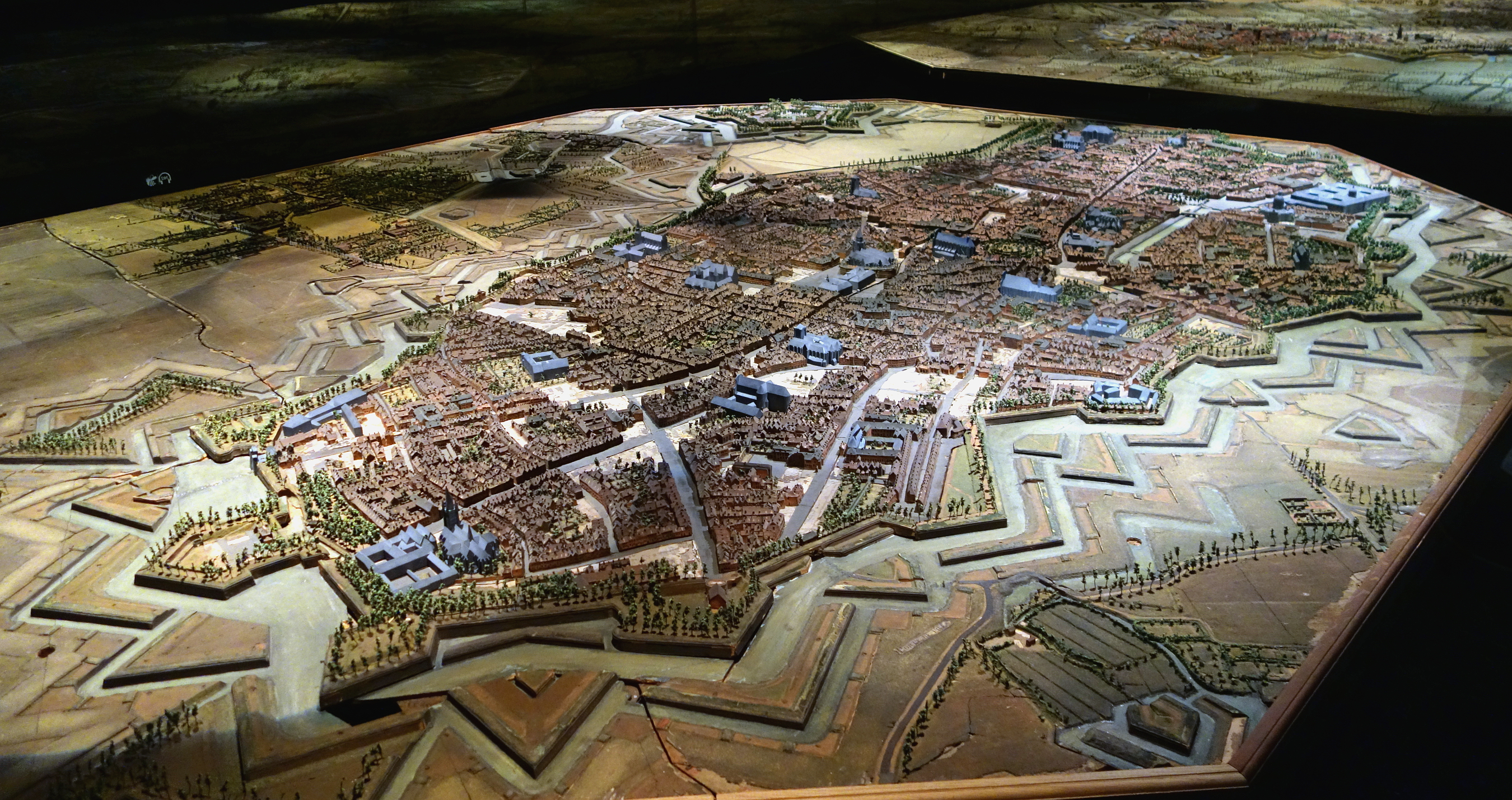
Vue du côté de la porte de Fives sur plan relief de Lille